# Iain Glen

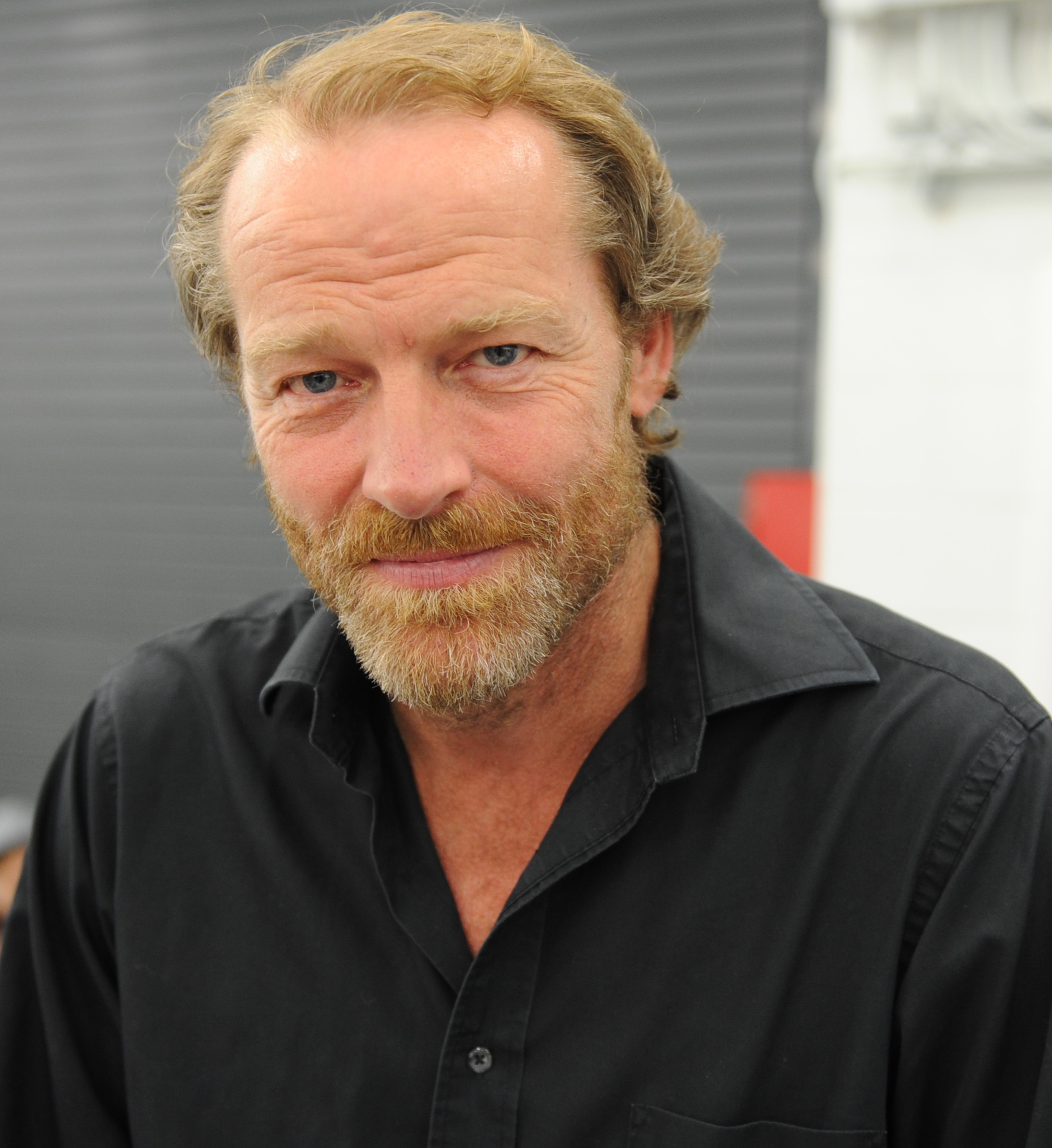
Iain Glen (2012)

Iain Alan Sutherland Glen (* 24. Juni 1961 in Edinburgh, Schottland) ist ein britischer Schauspieler. Besondere Bekanntheit erlangte er durch die Rolle des Jorah Mormont in der Fernsehserie Game of Thrones.

## Leben und Karriere
Iain Glen besuchte die Edinburgh Academy und studierte danach an der University of Aberdeen. Anschließend absolvierte er sein Schauspielstudium an der renommierten Royal Academy of Dramatic Art in London.
Als Filmdarsteller gewann Glen 1990 den Silbernen Bären für seine Darstellung in dem Biopic Der lautlose Schrei. Ein Jahr später gewann er den Evening Standard British Film Award als Bester Darsteller für seine Rolle in Land der schwarzen Sonne. 2003 spielte er in dem japanischen Biopic Richard Sorge – Spion aus Leidenschaft die gleichnamige Hauptrolle. Weitere Bekanntheit erlangte er auch durch die Rolle des wiederkehrenden Antagonisten Dr. Alexander Isaacs in drei Filmen der Resident-Evil-Reihe. Daneben folgten im Laufe der Jahre viele (größere und kleinere) Nebenrollen in diversen Filmproduktionen wie Die letzte Legion (2007), Die Päpstin (2009), Die Eiserne Lady (2011) und Eye in the Sky (2015).
Als Fernsehschauspieler spielte Glen in der fünften Staffel der BBC-Serie Doctor Who die Rolle des Father Octavian in den Episoden The Time of Angels und Flesh and Stone. Zwischen 2011 und 2019 war er in der HBO-Serie Game of Thrones als Ser Jorah Mormont in einer der Hauptrollen zu sehen. In den Jack-Taylor-Verfilmungen nach den Kriminalromanen von Ken Bruen verkörperte er ab 2010 den irischen Titelhelden, außerdem stellte er in der zweiten Staffel der europäischen Serie Borgia den florentinischen Dominikaner Girolamo Savonarola dar. Seit 2023 verkörpert Glen mit der Rolle des Dr. Pete Nichols eine der Hauptrollen in der Science-Fiction-Serie Silo.
Von 1993 bis 2004 war Glen mit der Schauspielkollegin Susannah Harker verheiratet, gemeinsam haben sie einen Sohn Finlay (* 1994). Seit 2005 ist er mit der Schauspielerin Charlotte Emmerson liiert. Ihre gemeinsame Tochter kam im September 2007 zur Welt.

## Filmografie (Auswahl)
- 1988: Gorillas im Nebel (Gorillas in the Mist)
- 1990: Land der schwarzen Sonne (Mountains of the Moon)
- 1990: Rosenkranz & Güldenstern (Rosencrantz and Guildenstern are Dead)
- 1990: Der lautlose Schrei (Silent Scream)
- 1993: Young Americans (The Young Americans)
- 1999: Wives and Daughters (Miniserie)
- 2000: Beautiful Creatures
- 2000: Paranoid – 48 Stunden in seiner Gewalt (Paranoid)
- 2001: Lara Croft: Tomb Raider
- 2002: Prendimi l’anima
- 2002: Darkness
- 2003: Richard Sorge – Spion aus Leidenschaft (Spy Sorge)
- 2004: Resident Evil: Apocalypse
- 2005: Ein Haus in Irland (Tara Road)
- 2005: Königreich der Himmel (Kingdom of Heaven)
- 2007: Die letzte Legion (The Last Legion)
- 2007: Resident Evil: Extinction
- 2009: Law & Order: UK (Fernsehserie, Episode 1x04 Blinde Justiz)
- 2009: Die Päpstin (Pope Joan)
- 2009: Harry Brown
- 2010: Doctor Who (Fernsehserie, zwei Episoden)
- 2010: Spooks – Im Visier des MI5 (Spooks, Fernsehserie, acht Episoden)
- 2010: Jack Taylor (Fernsehserie, neun Episoden)
- 2011: Die Eiserne Lady (The Iron Lady)
- 2011: Downton Abbey (Fernsehserie, sechs Episoden)
- 2011: Strike Back (Fernsehserie, zwei Episoden)
- 2011–2019: Game of Thrones (Fernsehserie, 52 Episoden)
- 2012: Borgia (Fernsehserie, zwei Episoden)
- 2012: Haven (Fernsehserie, Episode 3x06 Der Herr im Haus)
- 2013: Ripper Street (Fernsehserie, Episode 1x05 Das Totengericht)
- 2013: Kick-Ass 2
- 2013: Breathless (Fernsehserie, sechs Episoden)
- 2013: Elefanten vergessen nicht (Agatha Christie’s Poirot; Fernsehserie, Episode 13x01)
- 2014: The Red Tent (Miniserie, zwei Episoden)
- 2015: Eye in the Sky
- 2016: Resident Evil: The Final Chapter
- 2016–2017: Cleverman (Fernsehserie, 12 Episoden)
- 2016–2019: Delicious (Fernsehserie, 12 Episoden)
- 2017: Meine Cousine Rachel (My Cousin Rachel)
- 2018: Mrs. Wilson (Miniserie)
- 2019–2021: Titans (Fernsehserie, 11 Episoden)
- 2020: Die Kinder von Windermere (The Windermere Children)
- 2020: Black Beauty
- 2021: Tides
- 2023: The Rig – Angriff aus der Tiefe (The Rig, Fernsehserie, 6 Episoden)
- 2023: Gletschergrab (Napóleonsskjölin)
- seit 2023: Silo (Fernsehserie)
- 2024: The Last Front